# PIR
PIR (англ. Pirin) – білок, який кодується однойменним геном, розташованим у людей на X-хромосомі. Довжина поліпептидного ланцюга білка становить 290 амінокислот, а молекулярна маса — 32 113.
| 10         |  | 20         |  | 30         |  | 40         |  | 50         |
| ---------- |  | ---------- |  | ---------- |  | ---------- |  | ---------- |
| MGSSKKVTLS |  | VLSREQSEGV |  | GARVRRSIGR |  | PELKNLDPFL |  | LFDEFKGGRP |
| GGFPDHPHRG |  | FETVSYLLEG |  | GSMAHEDFCG |  | HTGKMNPGDL |  | QWMTAGRGIL |
| HAEMPCSEEP |  | AHGLQLWVNL |  | RSSEKMVEPQ |  | YQELKSEEIP |  | KPSKDGVTVA |
| VISGEALGIK |  | SKVYTRTPTL |  | YLDFKLDPGA |  | KHSQPIPKGW |  | TSFIYTISGD |
| VYIGPDDAQQ |  | KIEPHHTAVL |  | GEGDSVQVEN |  | KDPKRSHFVL |  | IAGEPLREPV |
| IQHGPFVMNT |  | NEEISQAILD |  | FRNAKNGFER |  | AKTWKSKIGN |  |            |

A: Аланін

C: Цистеїн

D: Аспарагінова кислота

E: Глутамінова кислота

F: Фенілаланін

G: Гліцин

H: Гістидин

I: Ізолейцин

K: Лізин

L: Лейцин

M: Метіонін

N: Аспарагін

P: Пролін

Q: Глутамін

R: Аргінін

S: Серин

T: Треонін

V: Валін

W: Триптофан

Кодований геном білок за функцією належить до оксидоредуктаз. 
Задіяний у таких біологічних процесах, як транскрипція, регуляція транскрипції. 
Білок має сайт для зв'язування з іонами металів, іоном заліза. 
Локалізований у цитоплазмі, ядрі.